# 亚历山大·乔治·伍德福特
亚历山大·乔治·伍德福特陆军元帅 GCB KCMG（英語：Sir Alexander George Woodford，1782年6月15日—1870年8月26日）是一名英国陆军军官。伍德福特在参与英俄入侵荷兰的行动后，又参加了拿破仑战争的大部分战役。在百日王朝期间，伍德福特指挥冷溪卫队第2营参加了四臂村战役，滑铁卢战役和康布雷战役。伍德福特在战后成为马耳他的副总督和驻军司令，克基拉岛的副总督和驻军司令，和伊奥尼亚群岛的驻军司令，最后伍德福特被任命为直布罗陀总督。

## 军旅生涯
亚历山大·乔治·伍德福特出生于伦敦威尔贝克街30号，是约翰·伍德福德中校和苏珊·戈登夫人（第三代戈登公爵科斯莫·戈登之女）的儿子。小伍德福特在温彻斯特公学和伍尔维奇皇家军事学院接受教育，后于1794年12月6日被派往第9东诺福克步兵团任少尉。伍德福特于1795年7月15日转往第22柴郡步兵团任中尉，后于1799年9月调回第9东诺福克步兵团。伍德福特在1799年10月参加了阿尔克马尔战役，并在英俄入侵荷兰期间负伤。同年12月14日，伍德福特晋升为上尉并于12月28日转入冷溪卫队。伍德福特于1803年在西西里岛成为詹姆斯·福布斯少将的副官。他于1807年8月参加了哥本哈根战役。返回伦敦后，伍德福特于1810年3月8日晋升中校。
伍德福特于1811年初被派往西班牙参加半岛战争，到达莱昂岛后，他参加了1811年3月的加的斯围城战、1812年1月的罗德里戈城围城战、1812年3月的巴达霍斯围城战、1812年7月的萨拉曼卡战役和1812年9月的布尔戈斯围城战。伍德福特后来还在1813年6月的维多利亚战役、8月的圣塞巴斯蒂安围城战、11月的尼维尔战役和12月的尼夫战役中指挥冷溪卫队第1营。1814年6月4日，伍德福特被任命为摄政王的副官，军衔为上校。
在百日王朝期间，伍德福特在四臂村战役、滑铁卢战役和1815年6月的康布雷战役中指挥冷溪卫队第2营。在滑铁卢战役的最后阶段，伍德福特的部队攻入了战场上的重要地标乌古蒙庄园，并在威灵顿公爵向法军全面进攻时占领了这个庄园。伍德福特于1815年6月4日受封巴斯三等勋章，并于1815年8月2日获得奥地利玛丽亚·特蕾莎骑士勋章。伍德福特的部队后来成为法国占领军的一部分。
1825年5月27日，伍德福特晋升少将。后于同年成为马耳他的副总督和驻军司令。伍德福特于1827年转任克基拉岛的副总督和驻军司令。1831年9月13日，伍德福特获得巴斯骑士指挥官勋章。后于1832年6月30日获得圣米迦勒和圣乔治骑士指挥官勋章。伍德福特后转任伊奥尼亚群岛驻军司令。伍德福特于1835年2月就任直布罗陀副总督，并于隔年9月开始担任直布罗陀总督兼驻军司令。
1838年6月28日，伍德福特晋升中将。随后于1843年退役。1852年4月6日，伍德福特获得巴斯骑士大十字勋章。后于1854年6月20日晋升上将。伍德福特于1856年9月成为切尔西皇家医院的副院长。1863年5月，伍德福特加入皇家委员会，负责调查陆军高层的晋升和退休制度。1868年1月1日，伍德福特晋升陆军元帅。同年8月，他成为切尔西皇家医院院长。此外，伍德福特还曾担任第40步兵团的团长和苏格兰卫队的团长。1870年8月26日，伍德福特在皇家切尔西医院的院长官邸去世，葬于肯萨尔格林公墓。

## 家庭
1820年，伍德福特与夏洛特·玛丽·安·弗雷泽（Mary Ann Fraser）结婚；伍德福特有两个儿子，其中一个儿子查尔斯·约翰·伍德福特（Charles John Woodford）在印度民族起义期间阵亡。

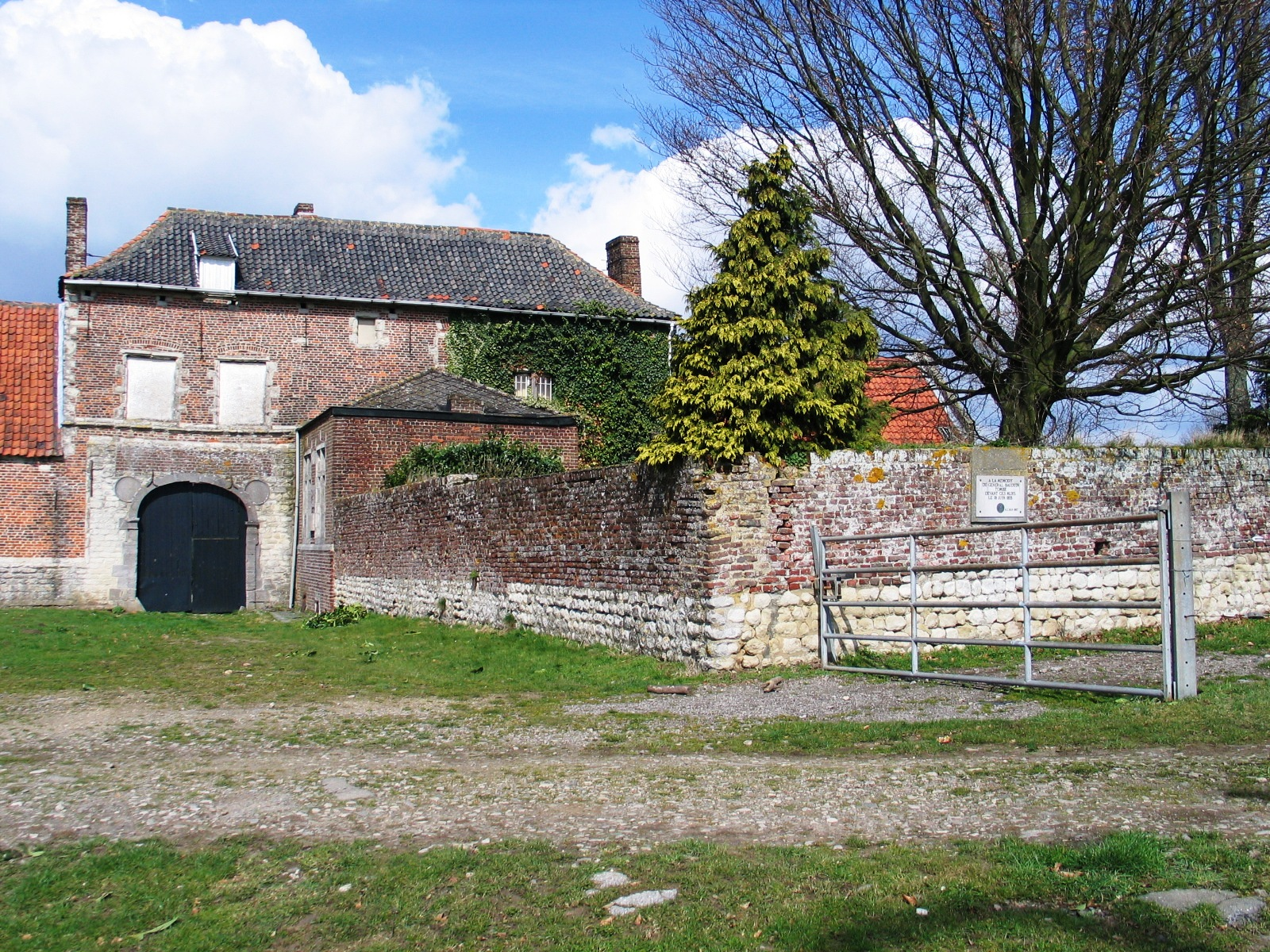
伍德福特的部队在滑铁卢战役最后阶段占领了乌古蒙庄园